# 柴灰蝶屬
柴灰蝶屬（學名：Chaetoprocta）是線灰蝶亞科線灰蝶族裡的一個屬，物種分佈於阿富汗，尼泊爾，錫金。胡桃是幼蟲的寄主植物。